# Culex litwakae
Culex litwakae är en tvåvingeart som beskrevs av Ralph E. Harbach 1985. Culex litwakae ingår i släktet Culex och familjen stickmyggor.
Artens utbredningsområde är Kenya. Inga underarter finns listade i Catalogue of Life.